# Gróa

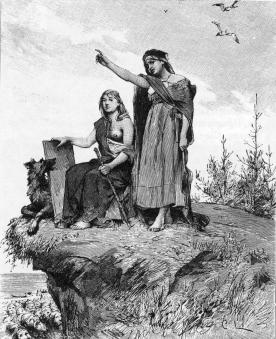
Gróa en Heiðr, illustratie uit een Zweedse vertaling van de Poëtische Edda, 1893

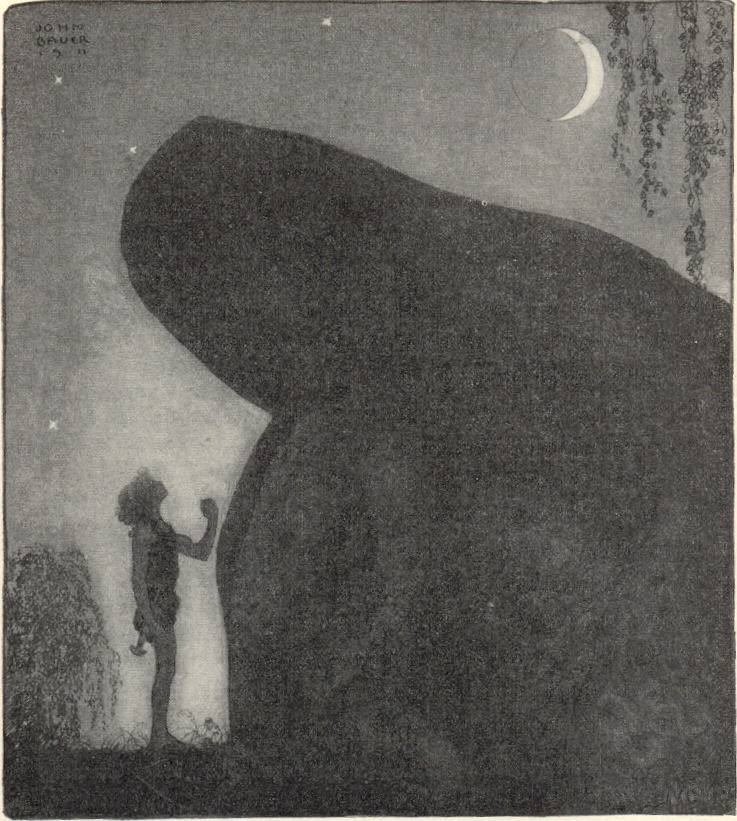
Awake Gróa Awake Mother
John Bauer, 1911

Gróa of Groa (groei) is een Völva uit de Noordse mythologie, ze beoefent seiðr. Groa is getrouwd met Aurvandil en ze is de moeder van Svípdag.

## Grogaldern
Grogaldern betekent de toverformules van Groa (zie ook Galdr). 
Svípdag roept zijn moeder op uit de dood bij haar grafheuvel als hij een onmogelijke opdracht krijgt van zijn stiefmoeder Skaði. Groa staat op uit de wereld der doden om de negen beschermende toverformules toe te zingen en zegt dat zelfs Skuld tevreden zal zijn. 
Grogaldern vormt een geheel met Fjölsvinnsmál.

## Skáldskaparmál
Groa wordt in verband met het gevecht van Thor met de Jötun Hrungnir genoemd in Skáldskaparmál uit de Proza Edda. 
De reus schept in Asgaard op en laat zich door Freya bedienen als hij te veel bier heeft gedronken. Thor wordt woedend. De reuzen maken een reus van modder om Rungner in zijn strijd tegen Thor bij te staan. Ze noemen de modderreus Mökkurkalfi, hij krijgt het hart van een merrie. Mockerkalfe verliest veel water als hij Thor ziet naderen. Thor en Rungner slingeren op de grens van Asgard en Jotunheim de hamer en bijl, waarna de bijl van Rungner in tweeën breekt. Eén helft verspreidt zich over de aarde (dit werden magneetstenen) en de andere helft raakt het hoofd van Thor. 
Groa probeert het deel van de bijl door middel van magisch gezang te verwijderen. Thor vertelt dan over de man van Groa en door dit verhaal vergeet Groa haar toverspreuken. De stenen bijl zit nog altijd vast in de schedel van Thor.

## Gesta Danorum
In de Gesta Danorum is Gro een vrouw die door koning Gram wordt gered van het huwelijk met een reus. Volgens Viktor Rydberg is dit dezelfde figuur.

## Afbeeldingen

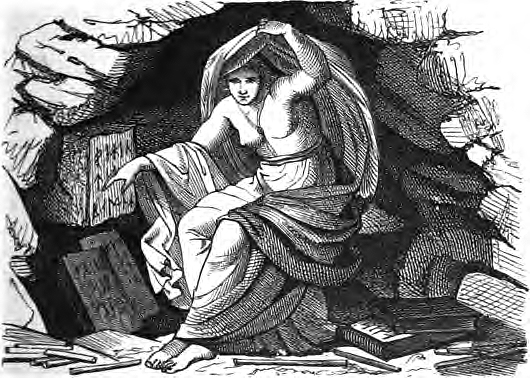
Gróa in haar grafheuvel, Karl Ehrenberg, 1882
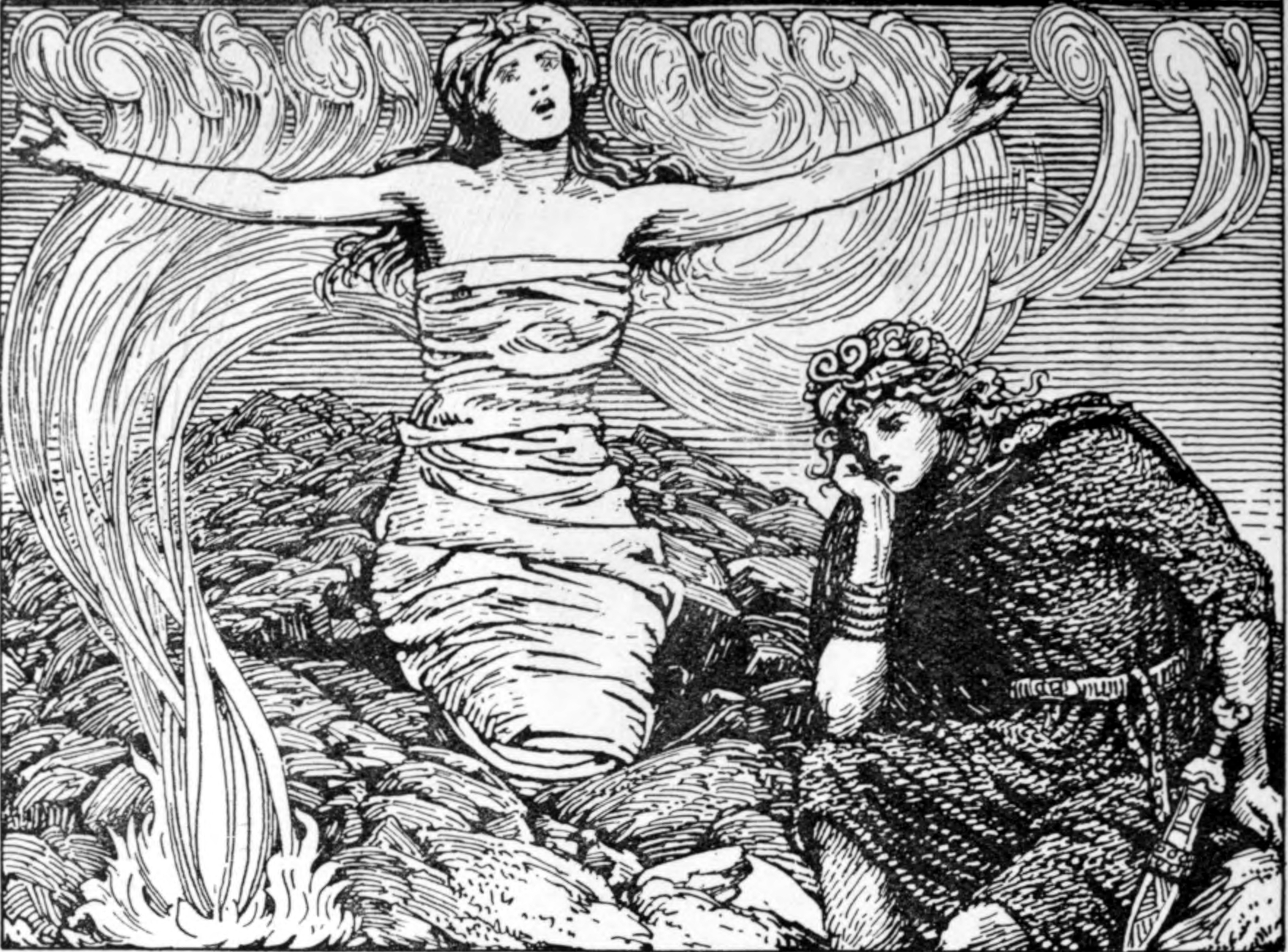
Groa's Incantation (de Völva Gróa en haar zoon bij de grafheuvel), W. G. Collingwood, 1908